# فيرا دي سبينديل

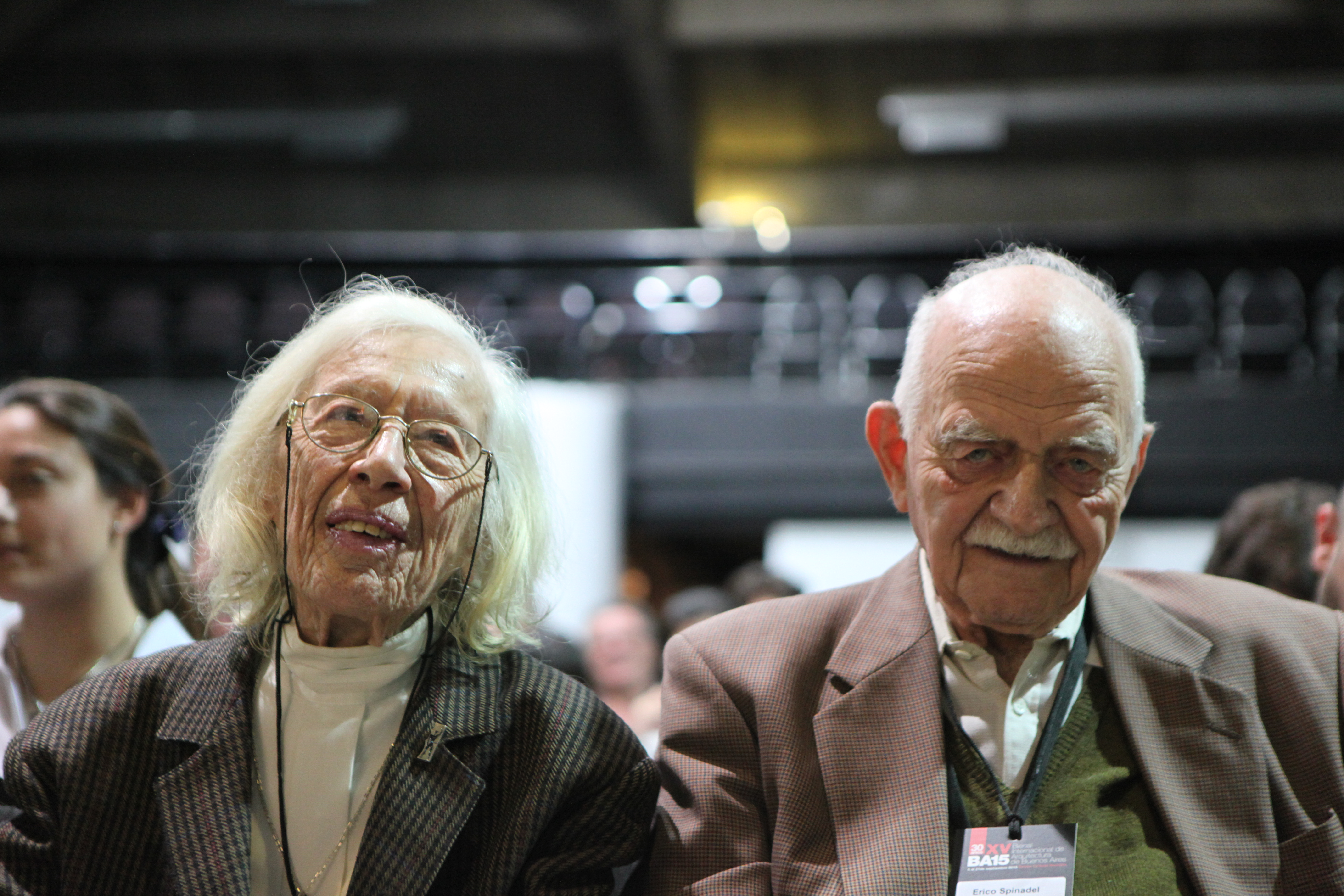
فيرا دي سبينديل مع زوجها إيريك سبينديل

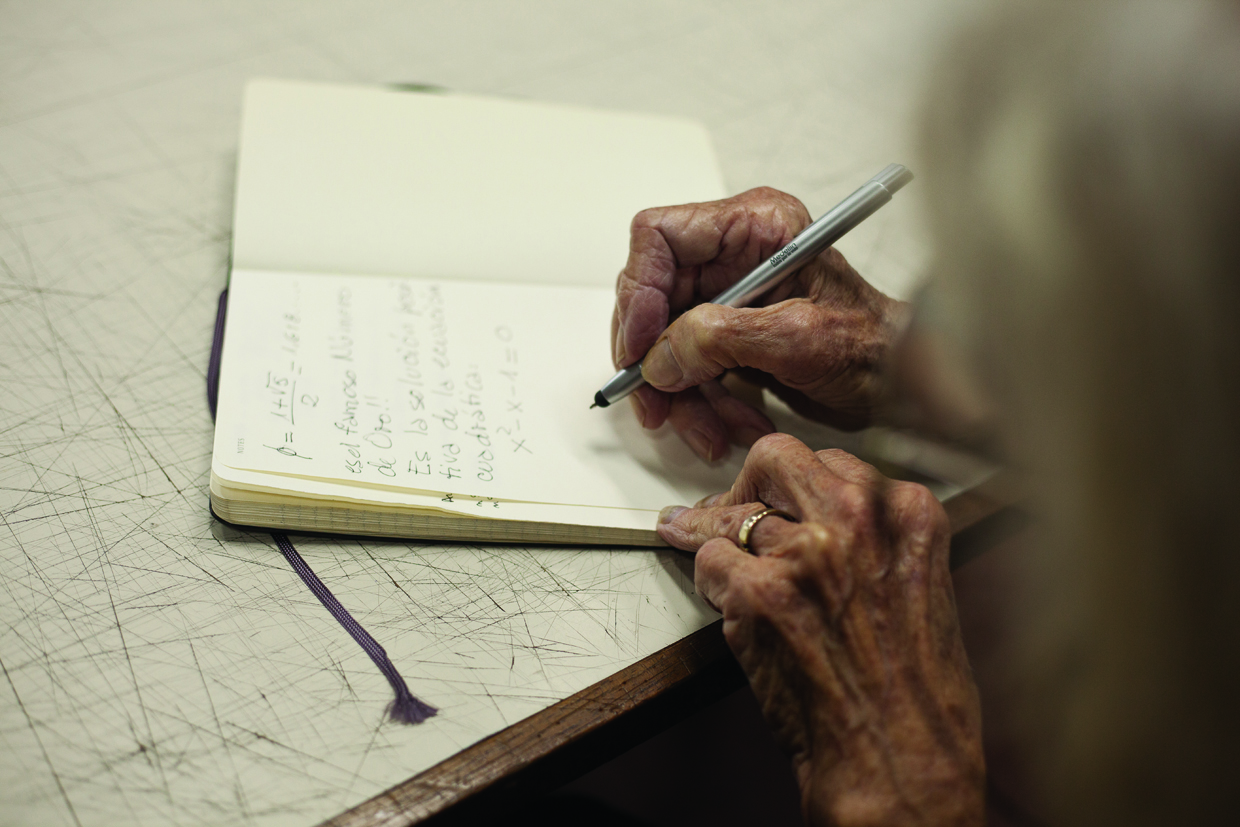
فيرا دي سبينديل، تكتب

فيرا دي سبينديل(بالإسبانية: Martha Winitzky de Spinadel)، (ولدت في 22 أغسطس 1929، توفيت في 26 يناير 2017)، هي عالمة رياضيات أرجنتينية، درست في جامعة بوينس آيرس، وحصلت منها على درجة الدكتوراه سنة 1958، وهي بذلك تكون أول امرأة تحصل على درجة الدكتوراه في الرياضيات في الأرجنتين.